# Arístides de Mileto
Arístides de Mileto (en griego antiguo: Ἀριστείδης ὁ Μιλήσιος (Aristeidês)), escritor griego de en torno al 100 a. C.
Escribió Milesiaka, una colección de novelas eróticas y licenciosas de origen tradicional y oral que adquirió una enorme popularidad entre griegos y romanos. Las novelas fueron traducidas al latín por Lucio Cornelio Sisenna; la obra tuvo tal éxito que desde entonces la denominación fábula milesia pasó a significar genéricamente una narración de fondo erótico-licencioso. Se encuentran varias de ellas en el Satyricon de Petronio, como por ejemplo, en los capítulos 112 y 113, de La matrona de Éfeso. Igualmente en Apuleyo y su Metamorfosis o El asno de oro.
También es citado numerosas veces por Plutarco en sus Moralia. En su Vida de Craso, este historiador cuenta, que el general parto Surena mostró al senado de Seleucia la Milesiaka, tomada del bagaje de un soldado prisionero tras la batalla de Carres. Considerada licenciosa, esta obra fue presentada por los partos como una prueba de la decadencia de sus enemigos romanos, incluso en tiempos de guerra.